# Carl A. Trocki
Carl A. Trocki (n. 1940 – d. 30 mai 2024) a fost un istoric australian, un expert în Asia de Sud-Est și China. A fost profesor de studii asiatice la Universitatea de Tehnologie din Queensland (QUT), director al Centrului pentru Comunitate și Studii Inter-Culturale al QUT,  membru al Academiei Australiene  de Științe Umaniste.
Trocki deținea titlul de doctor în istoria sud-estului Asiei, titlu acordat de Universitatea Cornell.
A publicat lucrări despre Thailanda, Singapore, Malaezia, diaspora chineză și despre comerțul de droguri din Asia.

## Cărți
- Opium, Empire and the Global Political Economy: A History of the Asian Opium Trade, 1750 1950, Routledge Ltd., London & New York, 1999, retipărită în  2005.
- (Editor, cu Michael D. Barr) Paths Not Taken: Political Pluralism in Postwar Singapore, University of Hawaii Press, ISBN 997169378X, 2009
- Singapore: Wealth, Power and the Culture of Control, Routledge, London & New York, 2006.
- (Editor) Gangsters, Democracy and the State, Cornell Southeast Asia Program, Ithaca, New York, 1998.
- Opium and Empire: Chinese Society in Colonial Singapore, 1800-1910, Cornell University Press, Ithaca, NY, 1990.
- Prince of Pirates: The Temenggongs and the Development of Johor and Singapore, 1784-1885, University of Singapore Press, Singapore, 1979, retipărită în 2007.